# Église Saint-Pierre-aux-Liens de Congrier
L’église de Congrier est dédiée à saint Pierre-aux-Liens, et fut reconstruite en style roman vers la fin du XIXe siècle. Consacrée le 19 octobre 1897, elle est à situer dans l'ère des reconstructions d'églises.

## Histoire
L'église initiale était en forme de croix avec bas côtés. Les habitants avaient dépensé 6 120 fr. pour la restaurer après la Révolution française. Le chœur, à mur droit, avait été prolongé à cette dernière date et orné d'un autel fait par MM. Guichard et Gandon, marbriers d'Angers, pour 850 fr. 
On en remarquait les trois statues plus anciennes de saint Pierre, de la Vierge et de saint Joseph. Les autels des deux chapelles, de la Vierge, au Nord, et de Saint-Séhastien, au midi, dataient de 1820, faits et posés par Pierre Doitté, sculpteur à Laval. 
Un curieux bénitier, sculpté de figures grimaçantes, était encastré dans le mur, à droite de la grande porte. 
La confrérie de l'Immaculée-Conception reçut ses statuts de Claude de Rueil, évêque d'Angers (1628-1649). Les confrères firent redorer l'autel de la Vierge en 1766.

## Église moderne
Une église moderne a été édifiée de 1881 à 1884 sur les plans d'Eugène Hawke, avec de petits latéraux surmontés de galeries.
Deux absidioles s'ouvrent dans les transepts. Elle est orientée transversalement à l'ancienne église, le chœur au midi. L'autel en pierre est consacré avec l'église le 19 octobre 1897. Une plaque de marbre posée en 1886 rappelle le souvenir d'André Royné, de Georges Dutertre, et d'Alexandre Beaudouin.
Son inventaire se déroula le 6 février 1906.